# Структурна політика
Структурна політика держави- це обґрунтування цілей і характеру структурних перетворень в економіці країни, визначення комплексу заходів щодо підтримки розвитку тих структурних елементів національної економічної системи, які забезпечують формування й підтримку РСЕ, а отже, й економічне зростання та вирішення актуальних соціально-економічних проблем.
Для ефективного функціонування національної економіки необхідна її раціональна структура, що є прерогативою держави й корпоративних систем, бо ринкова система самостійно не здатна цілеспрямовано формувати раціональну структуру економіки.
Під раціональною структурою економіки необхідно розуміти таку систему виробництва та його грошово-фінансового, кадрового, науково-технологічного обслуговування, відповідно до якого сформовано необхідну кооперацію для виготовлення кінцевої продукції в такій кількості й такої якості, що відповідає попиту та ринкам збуту, а виробництво здатне вдосконалюватися й розвиватися.
Згідно з досвідом розвинутих країн формування раціональної структури економіки є можливим в умовах державного регулювання соціально-економічних процесів, що є змістом структурної політики держави.
Успішний соціально-економічний розвиток країни залежить від характеру, напрямів і темпів структурних зрушень в економіці та їхнього пристосування до вимог ринку. Державне регулювання структурних зрушень в національній економіці спрямовується на формування й підтримку раціональної структури економіки (РСЕ) й здійснюється за допомогою структурної політики держави.
```
Зовнішнє посилання 
 
[
Архівовано
 22 листопада 2016 у 
Wayback Machine
.
]
```